# Region Tadżura
Region Tadżura (arab. دائرة تاجورة, fr. Region de Tadjoura) – jeden z 6 regionów w Dżibuti, znajdujący się w centralno-północnej części kraju.